# Chernomorski (Séverskaya, Krasnodar)
Chernomorski (del ruso: Черноморский) es un asentamiento de tipo urbano del raión de Séverskaya, en el krai de Krasnodar de Rusia. Está situado en la cabecera del arroyo Glinói, de la cuenca del río Kubán a través de su distributario Sujói Aushed y el embalse Kriukovskoye, entre la orilla izquierda del Kubán y las estribaciones septentrionales del Cáucaso Occidental, 14 km al oeste de Séverskaya y 43 km al suroeste de Krasnodar, la capital del krai. Al oeste de la localidad discurre el río Zybza, que separa el raión de Séverskaya del de Abinsk. Tenía 8 626 habitantes en 2010.
Es cabeza del municipio Chernomórskoye, al que pertenecen asimismo Vesioli, Karski, Kipiachi, Novopetrovski, Oktiabrski, Sputnik.

## Historia
En 1866 se instaló en la orilla del río Zybza o Azips una torre de sondeo de petróleo. Tras la liberación de la zona el 20 de febrero de 1943 y el fin de la Gran Guerra Patria, en 1947 se edificó un asentamiento para los obreros de la torre de extracción que fue llamado Sotsnogorodsk. En 1949 fue renombrado Chernomorski, por la empresa estatal ocupada de la extracción de petróleo en la región, Chernomorneft. Ese mismo año se abrió un centro de hidroterapia, aprovechando las aguas termales locales. En 1947 se construyó el punto médico (desde 1970, hospital), que ha sido renovado en 2006-2007. En 1953 se construyó el Palacio de Cultura de los trabajadores del petróleo.
Entre el 11 de febrero de 1963 y el 30 de diciembre de 1966, como resultado de la supresión del raión de Séverskaya el municipio Chernomórskoye formó parte de la composición del área industrial de Abinsk. En 1964 se abrió el sanatorio Vesna. A finales de la época soviética se inició la construcción de un barrio de viviendas alimentadas por baterías de energía solar que fue denominado Solnechni.

## Demografía
| Año  | Población |
| ---- | --------- |
| 1959 | 10 110    |
| 1970 | 8 081     |
| 1979 | 8 181     |
| 1989 | 8 398     |
| 2002 | 8 346     |
| 2010 | 8 626     |

El 94.4 % de los habitantes es de etnia rusa, el 2.7 % es de etnia ucraniana y el 0.7 % es de etnia armenia.

## Economía y transporte

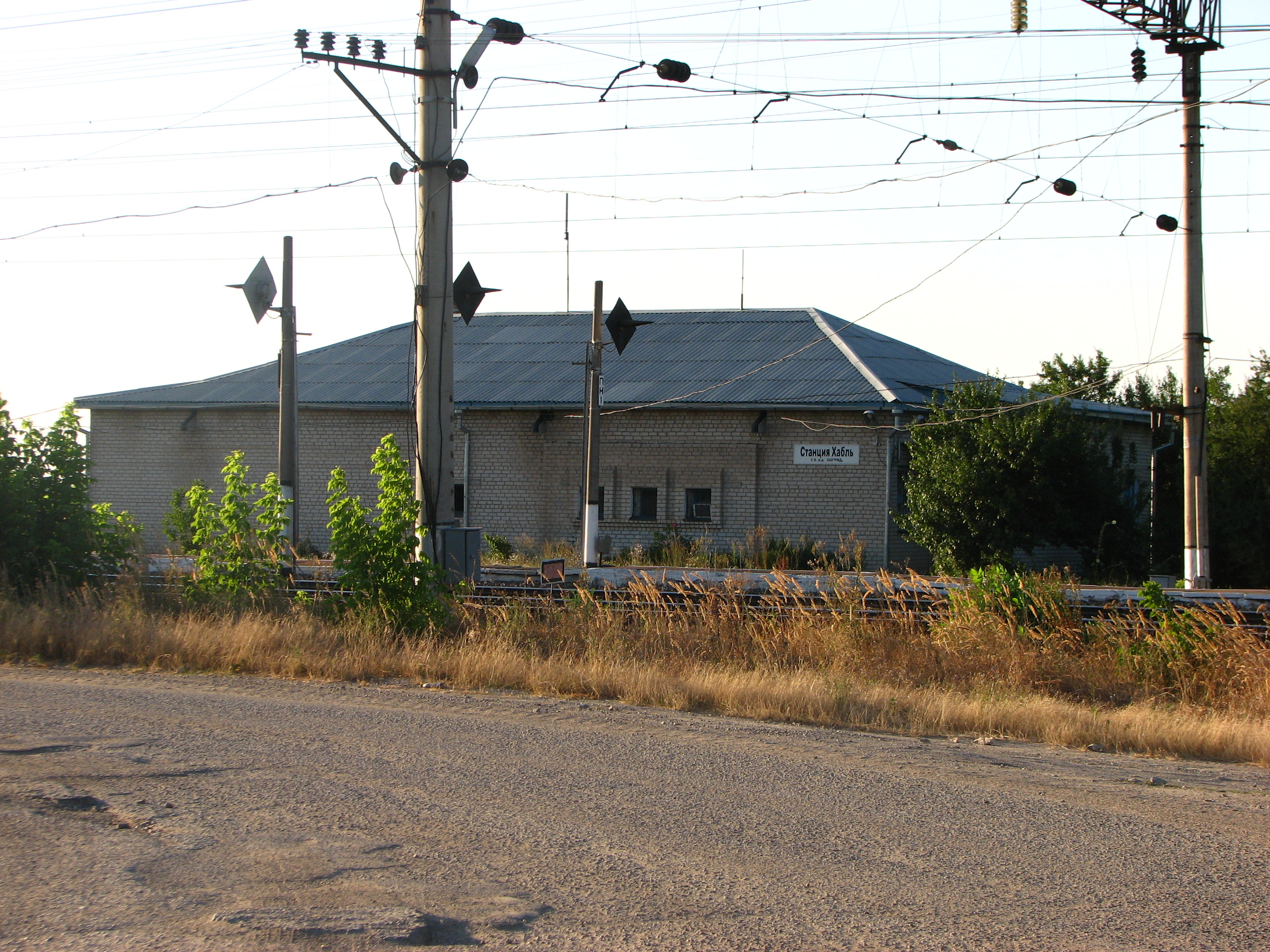
Estación de ferrocarril Jabl.

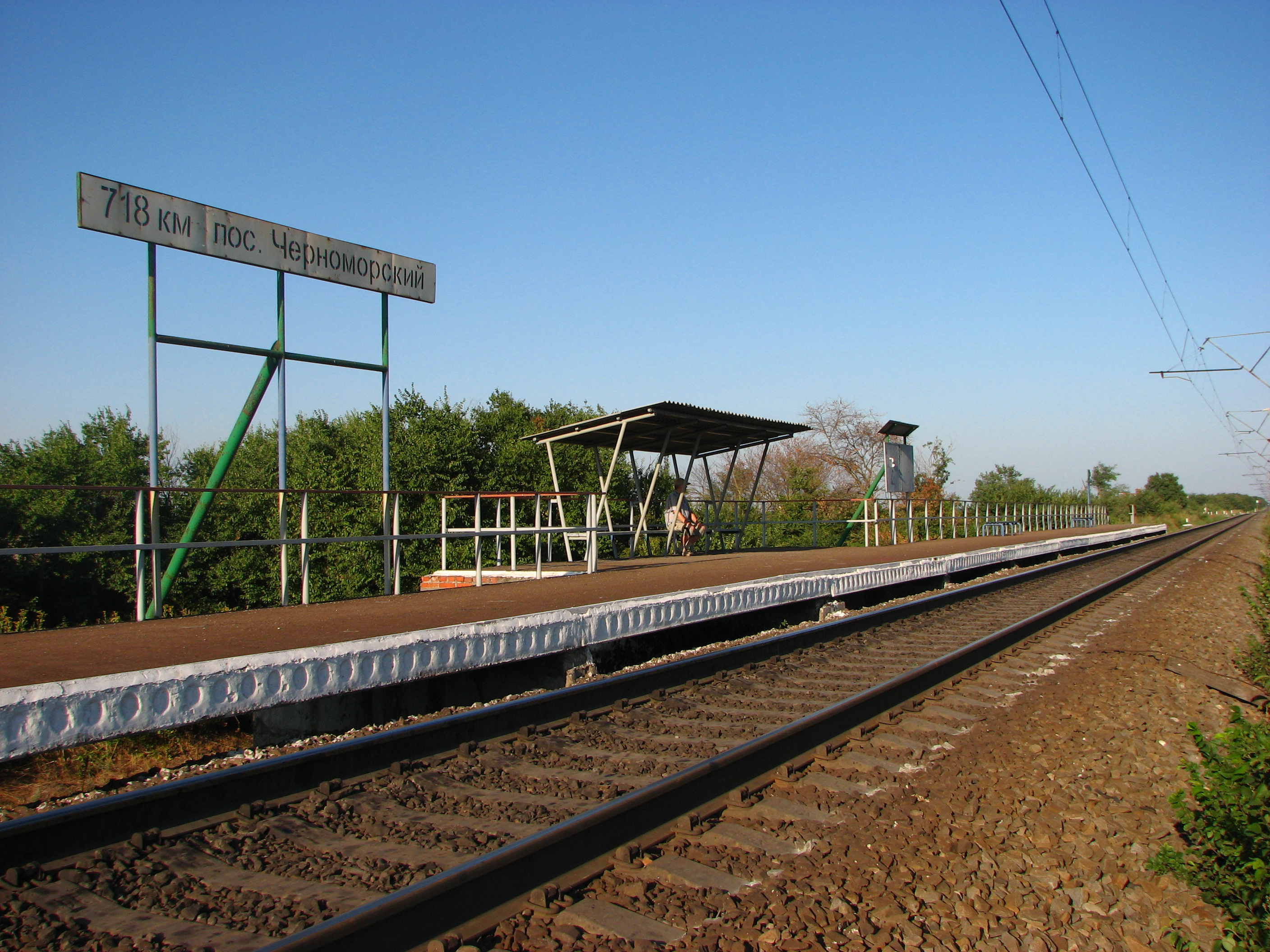
Plataforma Chernomorski.

La principal industria de la localidad es la fábrica de maquinaria para la actividad petrolera. Construida inicialmente como taller de reparación mecánico con el nombre Neftetermash, se convertiría en una fábrica de maquinaria integrada en la red Soyuztermneft, centro de investigación científica e industrial, cuya tarea principal era la elaboración y la creación de la maquinaria para los métodos térmicos de la extracción de petróleo. Superó serias dificultades económicas en 1997 y en 2006 fue reconvertida en la OAO Mashzavodservis.
Otra fábrica a destacar es la panificadora Jlebozavod nº1 OAO Afipski Jlebokombinat, que distribuye en el krai de Krasnodar y el de Stávropol y cuenta con una red comercial propia en el raión.
En 1949 se abrió un establecimiento hidroterápico, en que se usaban las aguas locales geotérmicas, al que cada año acudían hasta 12 mil personas de toda la Unión Soviética. En 2006 el establecimiento cesó su actividad por falta de medios económicos.
La localidad se halla en la carretera A146 que discurre entre Krasnodar y Novorosíisk. 1 km al norte de Chernomorski pasa el ferrocarril Krasnodar-Krymsk, en la que se halla la plataforma Chernomorski y la estación de Jabl en Sputnik.